# 宮健三
宮 健三（みや けんぞう、1940年（昭和15年）6月13日 - ）は、日本の工学者。東京大学名誉教授。日本保全学会理事長。専門分野は原子力工学、保全工学、核融合工学、電磁構造工学。工学博士。現在は原子力推進の立場から学会を中心に活動を行っている。

## 略歴
- 1964年 東京大学工学部卒業
- 1969年 東京大学工学系大学院原子力工学専攻博士課程修了、工学博士 論文の題は「低サイクル疲労破壊の発生と伝播に関する歪論的研究」[3]。
- 1983年 東京大学工学部（原子力工学研究施設）教授
- 2001年 東京大学定年退官、東京大学名誉教授
- 2003年 日本保全学会会長
- 2014年 日本保全学会理事長

この間、米国メリーランド大学、コーネル大学、テネシー大学客員教授、中国西安交通大学顧問教授、慶應義塾大学大学院特別研究教授、法政大学大学院客員教授を務める。クロアチア科学アカデミー会員、ポーランド応用電磁現象学会名誉会員。

## 研究〔業績〕
- 核融合炉工学、電磁構造工学、原子力構造工学の研究を行った。
- 200周年記念ボルタ金賞（イタリア、パヴィア大学）受賞（1999年）
- 原子力安全功労賞（経済産業省）受賞（2003年）

## 著書

### 単著
- 日本AEM学会電磁力応用シリーズ3『解析電磁気学と電磁構造』（養賢堂1995年11月）ISBN 4842595248[4]。

### 共編著
- （吉田義勝）日本AEM学会電磁力応用シリーズ5『超電導の数理と応用』（養賢堂1997年2月）ISBN 4842597011
- （近藤育朗・栗原研一）『核融合エネルギーのはなし』（日刊工業新聞社1996年12月）ISBN 4526039527
- （矢川元基）『原子炉構造工学』（東京大学出版会1976年）ASIN: B000J9X65S
- （監修）『英単語の木』（※著者：知求クラブ）（Jリサーチ出版2007年10月）ISBN 4901429566

## 学会活動、国際会議
以下の学会、国際会議、洋雑誌を創設した。
- Int.Journal of Applied Electromagnetics and Mechanics (IOS Press)（1989年）
- 日本AEM学会（1991年）
- 日本保全学会（2003年）
- E-Journal of Advanced Maintenance (E-JAM)（2009年）
- 国際先進メンテナンス技術センター（2011年）
- 原子力の安全と利用を促進する会（2013年）
- 電磁構造国際会議『ISEM』(1989年）
- 国際電磁非破壊ワークショップ『ENDE』（1995年）
- 核融合炉工学国際シンポジウム『ISFNT』（1997年）